# Anomala amychodes
Anomala amychodes är en skalbaggsart som beskrevs av Ohaus 1914. Anomala amychodes ingår i släktet Anomala och familjen Rutelidae. Inga underarter finns listade i Catalogue of Life.